# Bialaphos
Bialaphos (L-Alanyl-L-alanyl-phosphinothricin) ist ein natürliches Tripeptid bestehend aus den Aminosäuren Alanin und Glufosinat. Bialaphos wurde als Produkt von zwei verschiedenen im Boden lebenden Streptomyceten (Streptomyces hygroscopicus und Streptomyces viridochromogenes) isoliert. Bialaphos hat herbizide Eigenschaften, die auf die biologisch aktive Phosphinothricin-Gruppe zurückgehen.